# Crambus cyrnellus
Crambus cyrnellus is een vlinder uit de familie grasmotten (Crambidae). De wetenschappelijke naam is voor het eerst geldig gepubliceerd in 1926 door Schawerda.
De soort komt voor in Europa.